# Victor Interactive Software
Victor Interactive Software è stata un'azienda giapponese produttrice di videogiochi. Originariamente società controllata da JVC, è stata fondata nel 1996 dalla fusione di Victor Entertainment e Pack-In-Video. Nel marzo 2003 la società è stata acquistata da Marvelous Entertainment e trasformata in Marvelous Interactive. Tra i videogiochi prodotti da Victor Interactive Software figura la serie Harvest Moon.